# Sub-culture
Sub-culture è un brano del gruppo rock-synthpop britannico New Order, estratto come secondo e ultimo singolo dall'album Low-Life del 1985 e pubblicato nel novembre dello stesso anno dalla Factory Records. È accompagnato sul lato B da un suo remix intitolato Dub-vulture. Una versione pubblicata su vinile a sette pollici del remix di Robie rilasciata nel Benelux venne inclusa nell'antologia del 1987 Substance.

## Pubblicazione
Sub-culture è considerato come uno dei brani più controversi dei New Order, per il suo testo criptico ed ermetico e per l'uso massiccio della parola shaft e di tutte le sue possibili connotazioni sessuali (infatti può significare sia "albero" che "stanga", in riferimento al membro riproduttivo maschile) che all'epoca suscitarono non poche polemiche.
I mix in 12" e 7" del pezzo di John Robie si allontanano parecchio dalla "album version", in quanto presentano dei cori femminili e dei campionamenti vocali di Ish Ledesma dei Foxy e degli Oxo. Inoltre anche il testo presenta delle alterazioni (non si sa se intenzionali o meno) apportate dal cantante Sumner: per esempio il secondo verso venne cambiato da "A view without a room" a "A room without a view". Questo remix, se da un lato non è stato ben accolto dai fan del gruppo, dall'altro ha ottenuto attenzione dai critici musicali per la vasta ripresa di Robie, che è riuscito a rendere la composizione meno dance e ad aggiungerci nuove gamme melodiche. Collaborò con la band anche per i successivi Shellshock e Shame of the Nation (B-side di State of the Nation).

## Copertina
La cover del singolo è una semplice custodia nera fatta dal graphic designer Peter Saville, che non voleva sprecare il suo talento per un brano mediocre. Di fatto egli è accreditato solo sotto il nome della tipografia P/S/A (Peter Saville Associates).

## Lista delle tracce
Testi e musiche di Gillian Gilbert, Peter Hook, Stephen Morris e Bernard Sumner.

### 7": 7FAC 133 (UK)
1. Sub-culture – 3:28
2. Dub-vulture – 3:38

### 7": 7FAC 133 (Benelux)
1. Sub-culture (Remix Edit) – 4:57
2. Dub-vulture – 4:55

### 12": FAC 133 (UK)
1. Sub-culture – 7:26
2. Dub-vulture – 7:57

### 12": Qwest 0-20390 (US)
1. Sub-culture (Remix) – 7:26
2. Dub-vulture – 7:57
3. Sub-culture (Original album version) – 4:57

### Versione gratuita su 7" con ilRecord Mirror- RM2
1. Sub-culture (exclusive remix) – 4:14 (New Order)
2. Jennifer Wants (exclusive track) – 2:02 (Raymonde)
3. Bad Thing Longing (preview from their forthcoming album) – 4:09 (Hipsway)
4. Walk Away Renee (specially recorded for RM) – 3:11 (Adventures)

## Classifiche
| Classifica (1985)                     | Posizione massima |
| ------------------------------------- | ----------------- |
| Nuova Zelanda                         | 29                |
| Regno Unito                           | 63                |
| Regno Unito (independent)             | 1                 |
| Stati Uniti (hot dance club play)     | 35                |
| Stati Uniti (hot dance singles sales) | 18                |